# Поцало
Поца̀ло (на италиански: Pozzallo, на сицилиански Puzzaddu, Пуцаду) е град и община в южна Италия, провинция Рагуза, в автономен регион и остров Сицилия. Разположен е на южна брега на острова, на Средиземното море. Населението на града е 19 234 души (към 30 декември 2010 г.).